# Duben 2019

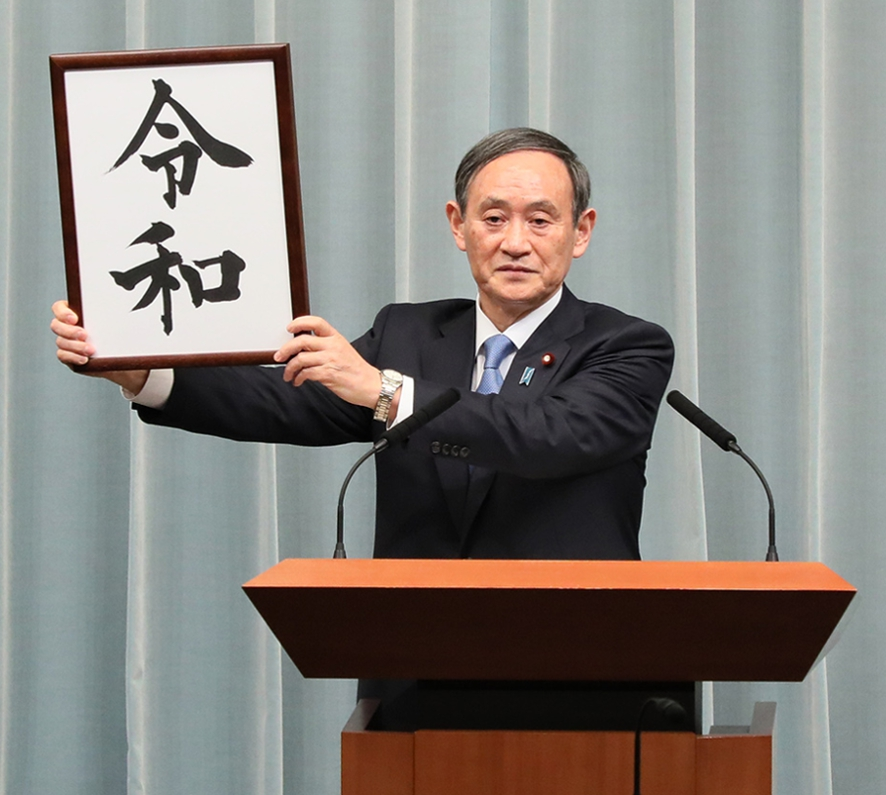
Jošihide Suga oznámil, že éra nového císaře Naruhita bude nazývána období Reiwa

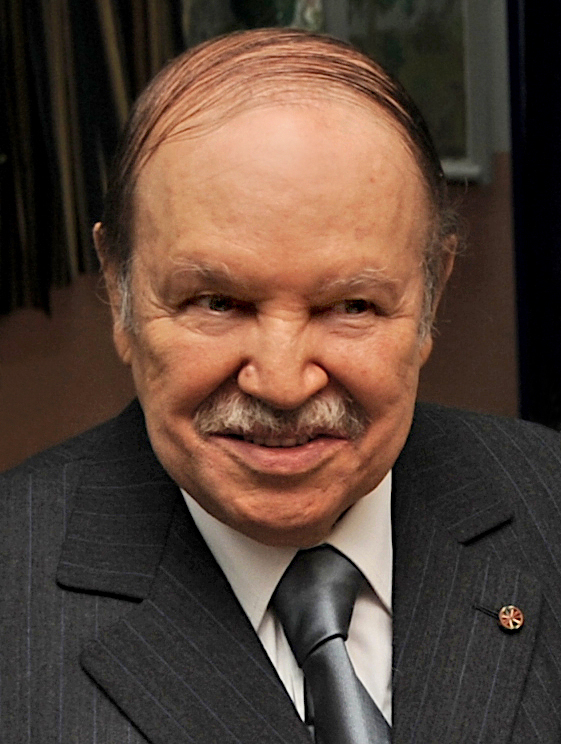
Alžírský prezident Abdelazíz Buteflika

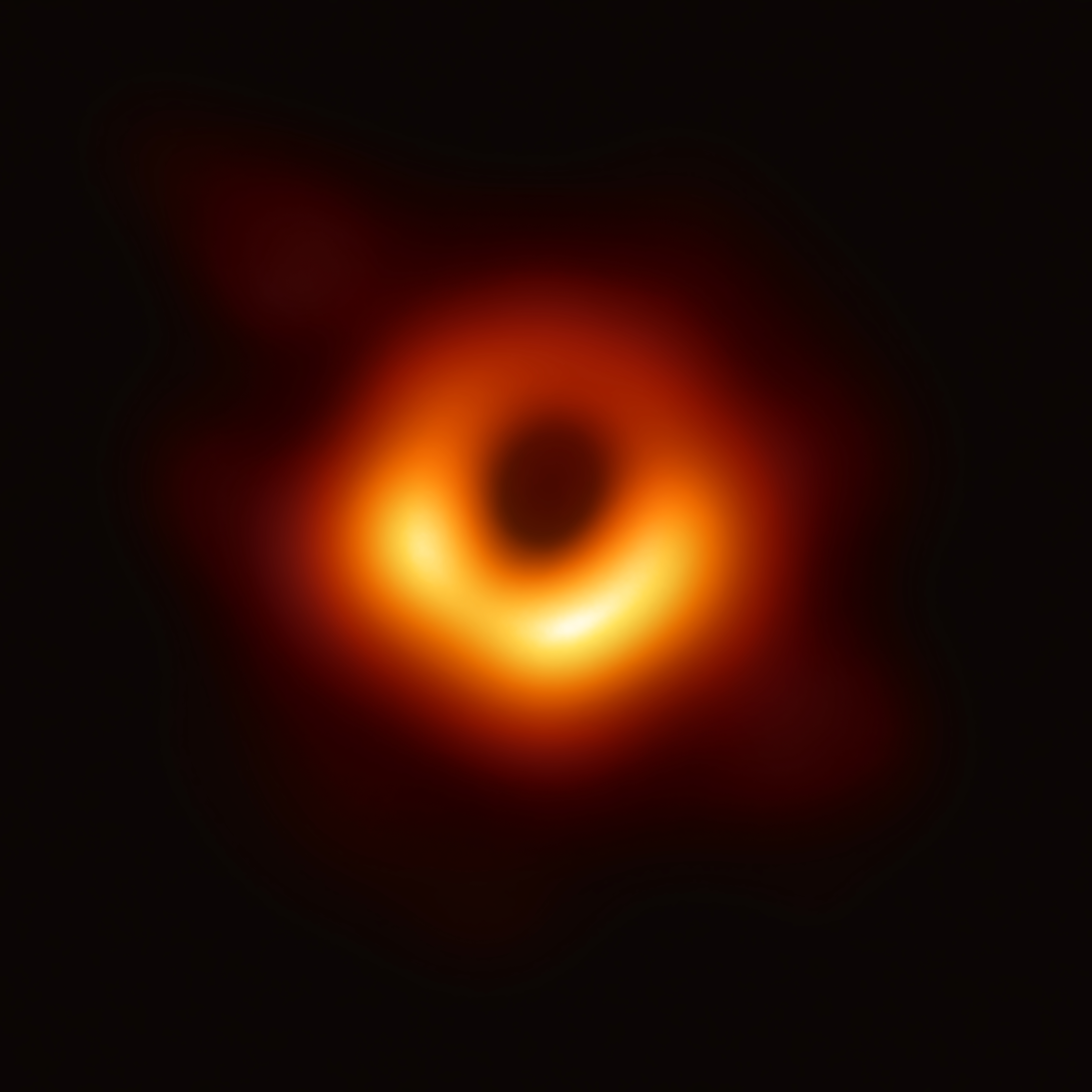
Černá díra M87

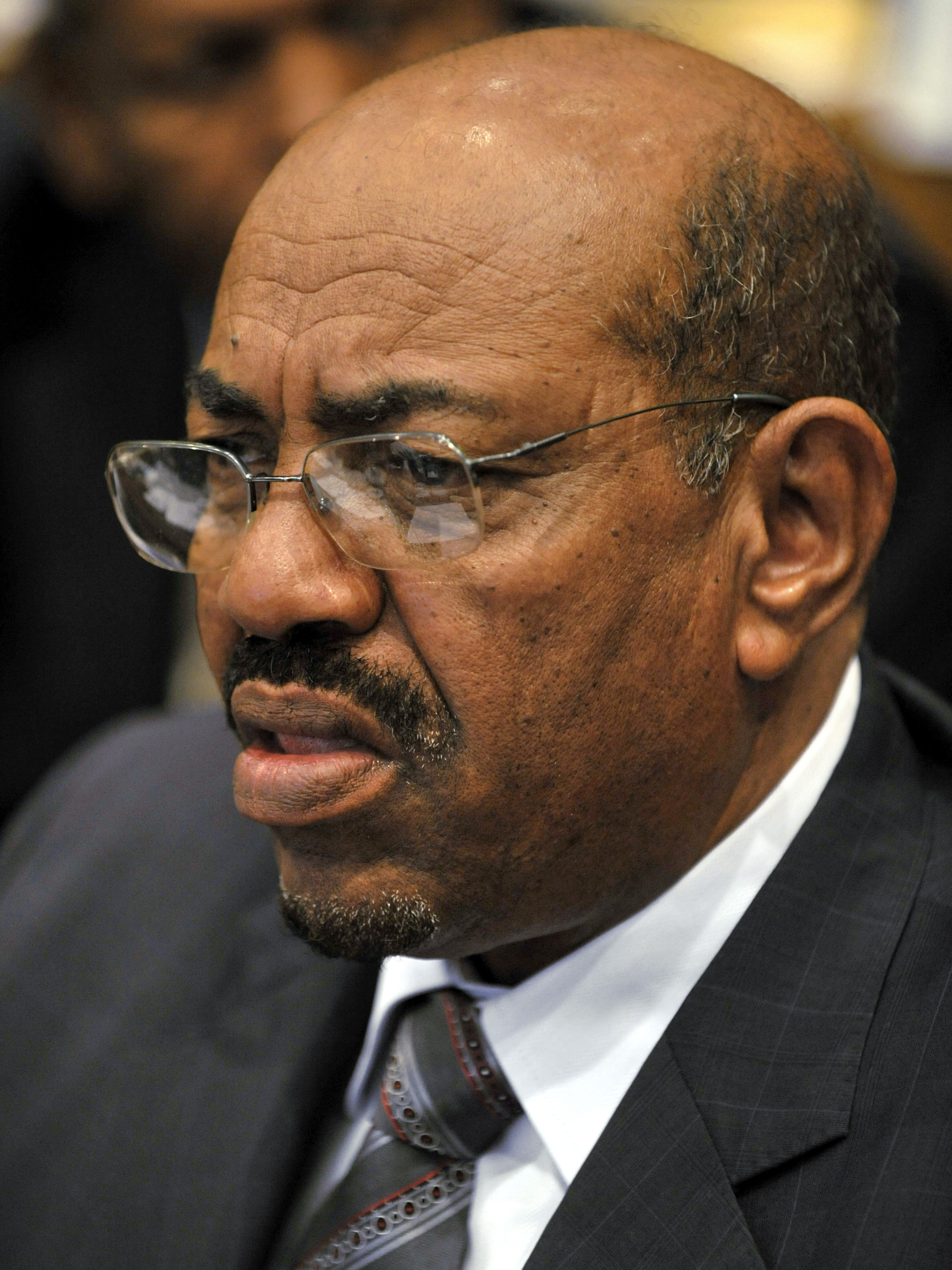
Umar al-Bašír

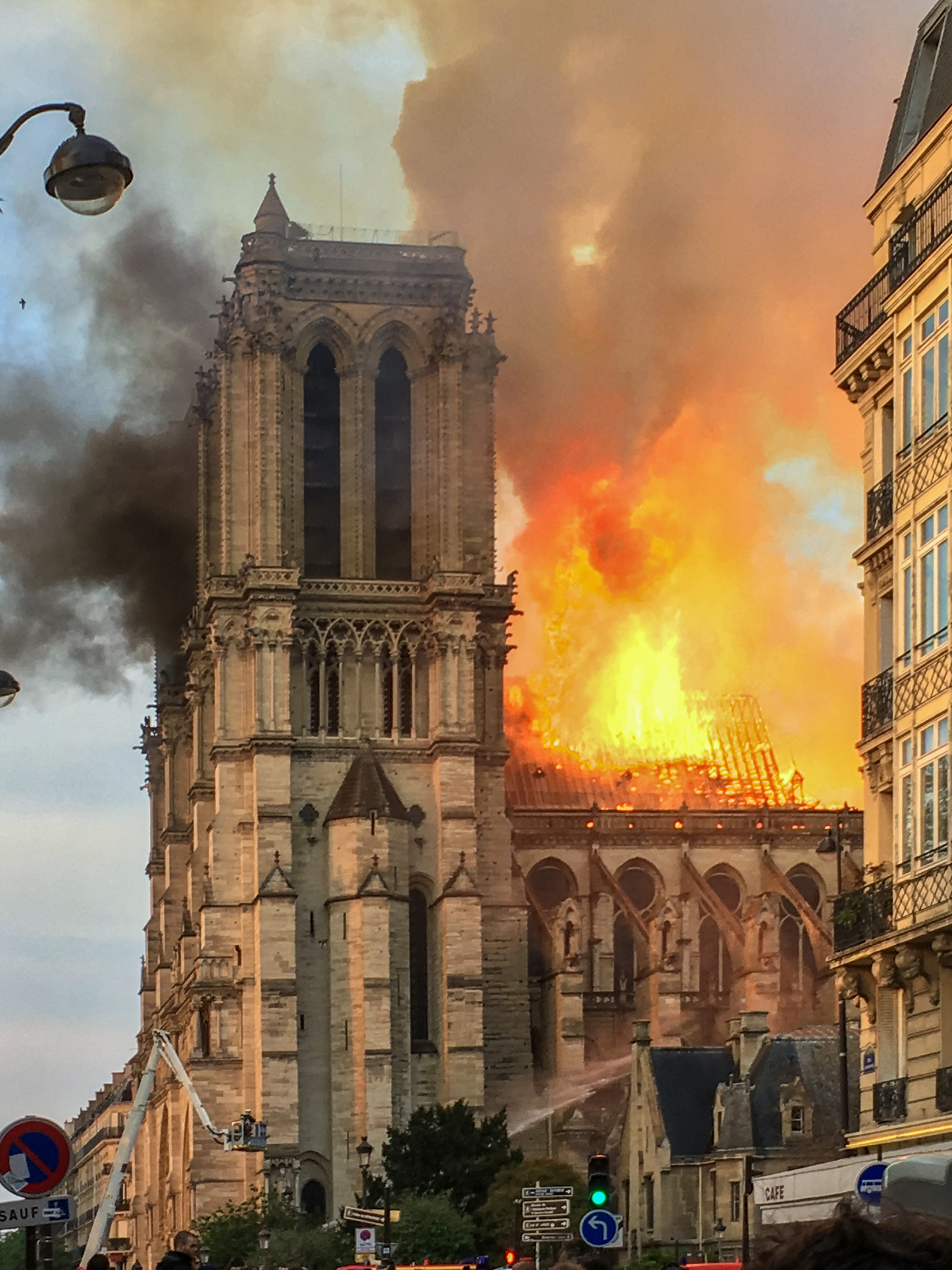
Hořící katedrála Notre-Dame

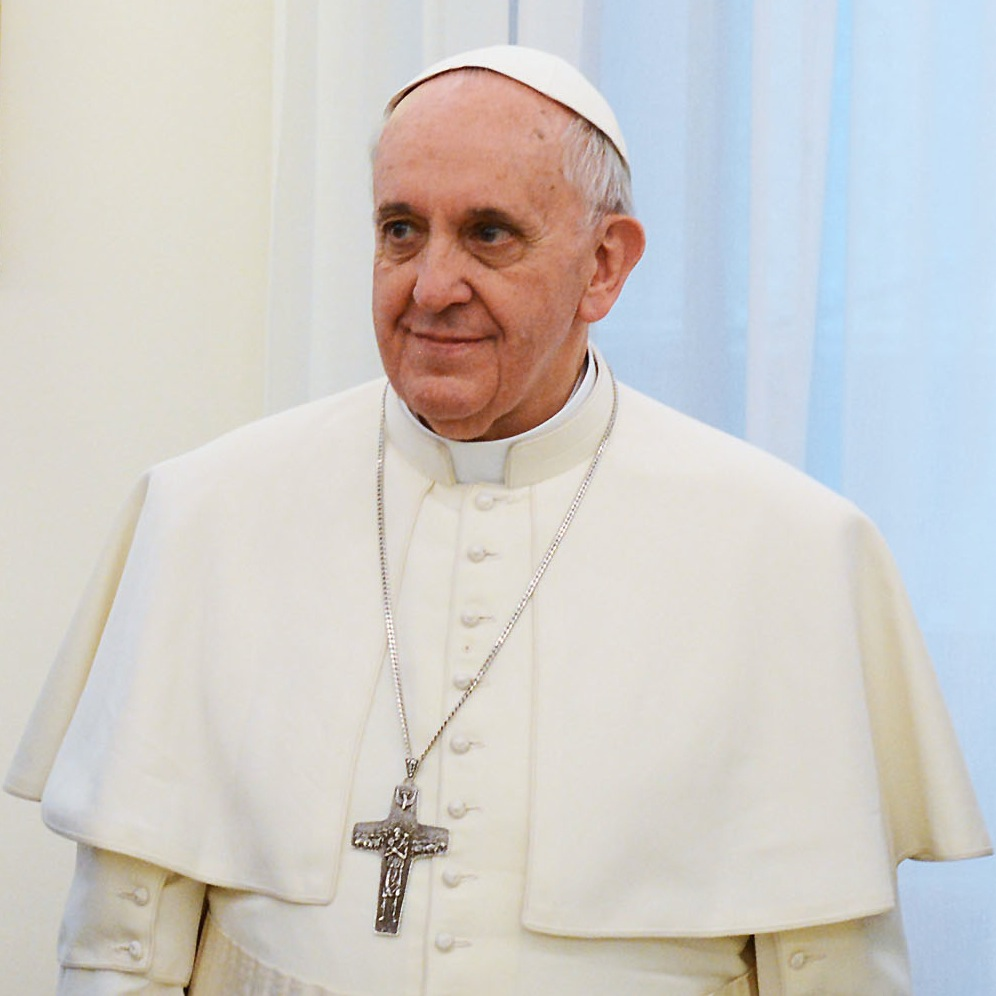
Papež František

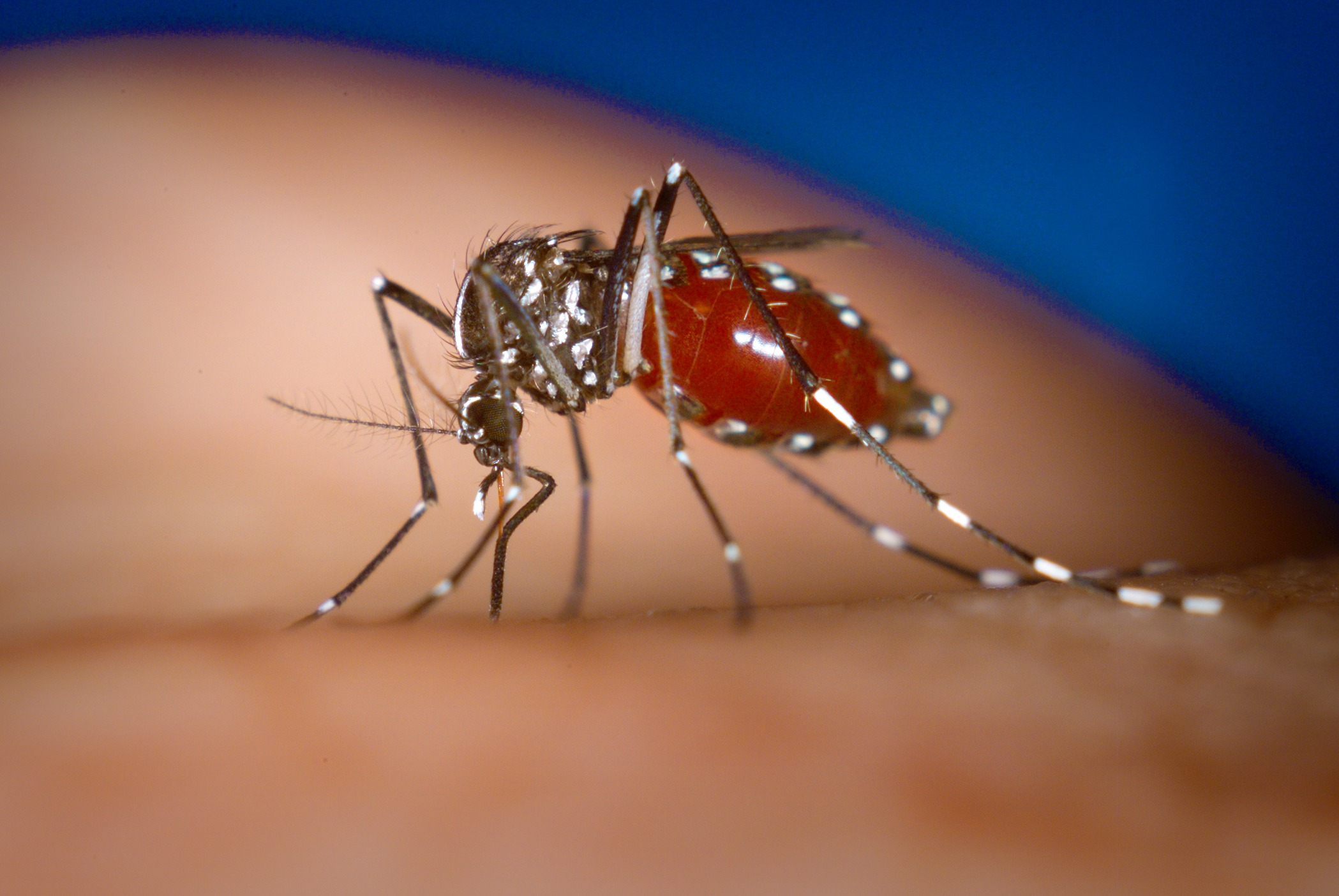
Komár tygrovaný

Toto je archivovaný článek z portálu Aktuality.
1. dubna – pondělí
 Japonská vláda oznámila, že éra nového císaře Naruhita bude nazývána období Reiwa.
 Protože encyklopedie není z papíru a není třeba šetřit písmeny, vyšla úvodní strana ruské Wikipedie v podobě před pravopisnou reformou z roku 1918 (která, kromě jiného, odstranila písmena Ѣ a Ѳ).
 Skončila účinnost Smlouvy o přátelství, spolupráci a partnerství mezi Ukrajinou a Ruskem.
2. dubna – úterý
 Alžírský prezident Abdelazíz Buteflika (na obrázku) rezignoval na svou funkci kvůli rozsáhlým protestům veřejnosti a nátlaku ozbrojených sil.
 Společnost Google ukončila provoz sociální sítě Google+ kvůli nezájmu uživatelů a problémům se zabezpečením dat.
 Český prezident Miloš Zeman s manželkou Ivanou a doprovodem odcestoval na třídenní státní návštěvu Rakouska.
4. dubna – čtvrtek
 Občanská válka v Libyi: Libyjská národní armáda polního maršála Chalífy Haftara zahájila kampaň proti silám podporujícím mezinárodně uznanou vládu s cílem dobýt hlavní město Tripolis.
6. dubna – sobota
 Rozsáhlé záplavy jako důsledek neustávajících dešťů na jihu Íránu si vyžádaly nejméně 70 obětí na životech a stovky tisíc obyvatel byly evakuovány ze svých domovů.
7. dubna – neděle
 Oddíly samozvané Libyjské národní armády (LNA) pod velením polního maršála Chalífy Haftara zahájily tažení na libyjské hlavní město Tripolis.
8. dubna – pondělí
 Ministr dopravy Dan Ťok oznámil svůj odchod z vlády premiéra Andreje Babiše.
9. dubna – úterý
 Spojené státy americké zařadily Íránské revoluční gardy na seznam zahraničních teroristických organizací. Je to vůbec poprvé, kdy orgány USA označily ozbrojené síly jiného státu za teroristickou skupinu.
 Japonský letoun F-35 se při cvičné misi zřítil do Tichého oceánu.
 Ruský generální prokurátor Jurij Čajka oznámil zpronevěru více než 1,6 miliardy rublů v agenturách Roskosmos a Rostech.
10. dubna – středa
 Síť radioteleskopů Event Horizon Telescope zveřejnila první přímý obrázek supermasivní černé díry v galaxii Messier 87 (na obrázku).
 Nature: Vědci objevili nový druh člověka, který nazvali Homo luzonensis.
 Ve vládě končí dva ministři. Martu Novákovou v pozici ministryně průmyslu a obchodu nahradí šéf Asociace malých a středních podniků a živnostníků ČR Karel Havlíček. Novým ministrem dopravy místo Dana Ťoka bude Vladimír Kremlík z Úřadu pro zastupování státu ve věcech majetkových. Premiér Andrej Babiš to oznámil na Hradě. K oběma změnám dojde 30. dubna. Další výměny ministrů zatím Babiš nechystá, ale ani je nevylučuje.
 Novozélandští zákonodárci schválili zákaz útočných pušek a poloautomatických střelných zbraní. Zákon byl navrhnut po masakru ve městě Christchurch.
11. dubna – čtvrtek
 Súdánský prezident Umar al-Bašír (na obrázku) byl po 30 letech vlády sesazen a zatčen. Armáda vyhlásila v zemi výjimečný stav.
 Představitelé zemí Evropské unie se dohodli na prodloužení termínu brexitu na 31. října 2019 za podmínky, že se Spojené království zúčastní voleb do Evropského parlamentu.
 Londýnská Metropolitní policie zatkla na ekvádorské ambasádě zakladatele WikiLeaks Juliana Assange poté, co Ekvádor zrušil jeho azylovou ochranu.
 Soukromá izraelská sonda Beresheet byla zničena při pokusu přistát v Moři jasu na Měsíci.
12. dubna – pátek
 V učilišti požární ochrany ve Velkém Poříčí na Náchodsku bylo otevřeno unikátní hasičské cvičiště za 57 milionů korun umožňující cvičit velké množství různých záchranných úkonů na novém lezeckém polygonu.
13. dubna – sobota
 Novým senátorem ve volebním obvodu Praha 9 se stal kandidát hnutí Starostové a nezávislí David Smoljak. Se ziskem 59,5 procenta hlasů porazil příslušníka Občanské demokratické strany, Jana Jarolíma.
 Novým předsedou hnutí STAN se stal Vít Rakušan. Neměl žádného protikandidáta. V kandidátském projevu řekl, že by chtěl STAN dovést k vítězství v krajských volbách. Také by se chtěl v roce 2021 dostat do vlády. Sněm také zvolil 1. místopředsedu strany, kterým se se ziskem 92 procent hlasů stal Jan Farský.
 Stratolaunch, letoun s největším rozpětím křídel, vzlétl ze základny v Mohavské poušti k prvnímu letu.
15. dubna – pondělí
 V Paříži propukl požár katedrály Notre-Dame (na obrázku).
 Vítězi 123. ročníku Bostonského maratonu se stali Keňan Lawrence Cherono a Workneš Degefaová z Etiopie.
17. dubna – středa
 Při nehodě autobusu na Madeiře zemřelo 28 turistů.
 Bývalý peruánský prezident Alan García se zastřelil poté, co se dozvěděl o svém zatčení v korupčním případě.
18. dubna – čtvrtek
 Český ministr spravedlnosti Jan Kněžínek oznámil rezignaci na svou funkci ve vládě Andreje Babiše. Na jeho postu jej nahradí Marie Benešová.
 Americký generální prokurátor William Barr částečně zveřejnil závěry Muellerova vyšetřování. Zpráva potvrzuje, že současný americký prezident Donald Trump nespolupracoval s Ruskem na ovlivňování prezidentských voleb.
19. dubna – pátek
 Konflikt v Severním Irsku: Jeden člověk byl zabit při nepokojích v Londonderry. Policie vyšetřuje útok jako terorismus a z jeho spáchání viní republikánské disidenty.
21. dubna – neděle
 Série teroristických útoků na křesťanské kostely a mezinárodní hotely na ostrově Srí Lanka si vyžádala více než 300 obětí, dalších více než 500 osob bylo zraněno.
 Papež František (na obrázku) udělil u příležitosti Velikonoční neděle ve Vatikánu tradiční požehnání Městu a světu.
 Novým ukrajinským prezidentem se stane herec Volodymyr Zelenskyj. Podle exit polls ve druhém kole ukrajinských prezidentských voleb jednoznačně porazil svého protikandidáta, exprezidenta Petra Porošenka.
24. dubna – středa
 Ve věku 83 let zemřel český herec Jaroslav Kepka.
 Severokorejský vůdce Kim Čong-un přijel do ruského Vladivostoku. Ve čtvrtek zde má jednat s ruským prezidentem Vladimirem Putinem.
25. dubna – čtvrtek
 Prezident Miloš Zeman s manželkou Ivanou přiletěl na pracovní návštěvu Číny.
 Srílanské ministerstvo zdravotnictví upřesnilo počet obětí nedělních teroristických útoků na přibližně 253.
26. dubna – pátek
 Předseda vlády České republiky Andrej Babiš oznámil další změnu ve vládě, tentokrát se rozhodl pro změnu na pozici vicepremiéra. Richarda Brabce nahradí ministryně financí Alena Schillerová a Karel Havlíček.
28. dubna – neděle
 Střelec ve městě Poway poblíž San Diega v synagoze ortodoxního hnutí Chabad zranil poloautomatickou puškou AR-15 čtyři lidi, z nichž nejméně jedna žena na následky zemřela.
29. dubna – pondělí
 Vůdce poražené teroristické organizace Islámský stát Abú Bakr al-Bagdádí se po pěti letech poprvé objevil na kratším zveřejněném videozáznamu, ve kterém vyzývá k pokračování boje stoupenců radikálního Islámu proti „křižáckému“ křesťanskému světu.
30. dubna – úterý
 Komár tygrovaný (na obrázku), přenášející horečku Dengue, virus Zika a žlutou zimnici se již běžně vyskytuje v 51 francouzských departementech včetně Paříže.
 Prezident Miloš Zeman jmenoval do funkcí nové ministry – Marii Benešovou ministryní spravedlnosti, Karla Havlíčka ministrem průmyslu a obchodu a Vladimíra Kremlíka ministrem dopravy.